# Magister militum
Le magister militum est à l'époque du Bas-Empire (285-476) et au début du Moyen Âge un officier de très haut rang de l'armée romaine. Cette fonction apparait sous le règne de l'empereur Constantin qui réforme la défense de l'empire, après la réforme du gouvernement (système de la tétrarchie) et de l'administration effectuée par Dioclétien.
Cette formule latine signifiant littéralement « maître des soldats » était traduite en grec (langue utilisée couramment dans l'Empire romain d'Orient) par les mots strategos ou stratelates. On la traduit en français par les formules « maître de la milice » ou « maître des milices », le mot milice venant du latin militia, dérivé de miles, militis, « soldat ».
À l’origine, on distingue le magister peditum (commandant de l’infanterie) et le magister equitum (commandant de la cavalerie). Lorsque les deux fonctions sont réunies, leur titulaire reçoit le titre de magister utriusque militiae (« maître de l'une et l'autre milice »).
Le commandant des unités militaires à la disposition de l’empereur près de l'endroit où il se trouve, en général Milan (de 285 à 402), puis Ravenne jusqu'à la fin de l'Empire romain d'Occident en 476, est appelé magister militum praesentales[réf. nécessaire].
Dans l'empire d'Orient, la fonction cesse d’exister lorsque sont créés les thèmes, dans lesquels le gouverneur (strategos) cumule les fonctions militaires et civiles.

## La réorganisation de l'empire par Dioclétien (285): la tétrarchie
Convaincu de la nécessité de mieux protéger les frontières, Dioclétien (empereur de 284 à 305) réforme l’administration et le gouvernement de l'empire :
- en divisant l'empire en deux parties, Orient et Occident, chacune pourvue de deux empereurs (tétrarchie) ;
- en créant les préfectures du prétoire (préfets du prétoire) et les diocèses (vicaires), ces deux termes n'ayant ici aucune connotation religieuse ;
- en augmentant le nombre des provinces (par exemple, la province gauloise d'Aquitaine (chef-lieu : Bordeaux) est divisée en trois provinces (chefs-lieux : Bordeaux, Eauze et Bourges).

L'Empire d'Orient est en même temps une préfecture du prétoire. L'Occident est partagé entre trois préfectures : Italie, Gaules et Illyrie.

## La réorganisation de la défense par Constantin

### Vue d'ensemble
L'armée reste essentiellement composée de légions (infanterie) auxquelles s’ajoutent des détachements de cavalerie (vexillationes).
Dans certaines zones frontalières sont créés des commandements militaires, dont les responsables sont appelés duces (au singulier dux, ducis), distinct des gouverneurs de province qui n'ont que des fonctions civiles, contrairement à la tradition romaine depuis l'époque de la république (le gouverneur était souvent un proconsul, un homme qui avait parcouru tout le cursus honorum).
L'empereur Constantin (de 306 à 337) réforme l’armée en profondeur : il renforça l’armée de campagne et y ajouta des unités d’infanterie d’un type nouveau, les auxilia (troupes auxiliaires) dont le commandement est confié aux magister peditum pour l’infanterie et de magister equitum pour la cavalerie, les préfets du prétoire perdant leurs fonctions militaires.
Dépendant directement de l’empereur, ces maitres des milices sont choisis parmi les officiers de carrière, qui sont souvent d’origine non romaine (« barbare »), forment une hiérarchie militaire parallèle à la hiérarchie civile.
Généraux en chef de l’armée commandée par l’empereur, ils ont également dans la hiérarchie palatine  un rang se situant après les préfets du prétoire et le préfet de Rome, mais avant les autres dignitaires de l’empire,.

### Ducesetcomites
C’est une période où, dans les provinces, l'administration civile et l'administration militaire sont séparées et où apparait le comes rei militaris (« comte des affaires militaires », le mot comes, comitis d'où vient « comte » signifiant au départ « compagnon ») et où se multiplient les duces. Officiers commandants les corps d’armée situés aux frontières, comites et duces passent progressivement sous l’autorité des magistri (« maîtres ») et peuvent commander les détachements issus de plusieurs provinces civiles,.

### L'armée des frontières
La division traditionnelle entre « infanterie » et « cavalerie » devient rapidement caduque et est progressivement remplacée par un partage différent des responsabilités. L'immensité de l’empire ne permettant plus de déplacer l’ensemble de l’armée vers l’une ou l’autre des frontières chaque fois que s’y présentait un ennemi, certains corps sont stationnés aux frontières de l’empire (les limitanei ou ripenses). Les soldats qui les composent se voient attribuer des terres et sont agriculteurs en temps de paix.

### Corps au service de l'empereur:comitatensesetpalatini
D’autres corps demeurèrent dans la capitale ou ses abords immédiats. Mieux entrainés et mieux équipés que les soldats des frontières, ils devinrent progressivement les seuls à pouvoir mener une action militaire d’envergure partout dans l’empire tout en protégeant le pouvoir impérial dans la capitale contre toute tentative d’usurpation.
Ils conservèrent le nom de comitatenses (de comitatus, mot qui désigne la cour impériale. Vers 360, les corps d'élite de comitatenses sont rattachées au palais et appelées « palatins » (palatini). Étant ainsi « en présence » de l’empereur, leur commandant reçoit le titre de magister militum praesentalis (« maître des soldats présent ».

## Évolution dans l'empire d'Occident après la mort de Constantin (337-476)
La distinction entre cavalerie et infanterie n’ayant plus sa raison d’être, les fonctions de magister peditum et de magister equitum furent à l’occasion réunies et l’on vit apparaitre dans ces cas l’appellation de magister utriusque militiae (maitre des deux forces),.
La mort de Constantin entraina la division de l’empire et par conséquent de l’armée entre ses trois fils. Il y eut dès lors trois magistri militum. Lorsque Constance fut devenu seul empereur, de nouveaux postes de magistri militum furent créés pour chaque préfecture du prétoire : per Orientem (350/351), per Gallias (355), per Illyricum (359). S’y ajouteront l’Italie, la Thrace et, à l’occasion, l’Afrique. Son règne vit donc l’apparition de cinq commandants en chef, dont trois à compétence géographique (Orient, Illyrie et Thrace) et deux commandant les troupes du palais. Une nouvelle division de l’empire à la mort de Jovien entre Valentinien (Occident y compris l’Illyrie) et Valens (Orient) vit un nouveau partage des troupes.
À partir du IVe siècle les magistri militum furent souvent nommés parmi les barbares dont les troupes fédérées devenaient de plus en plus essentielles à la survie de l’empire et leur nombre tendit à se multiplier. Théodose, qui avait eu maille à partir avec le général d'origine franque Arbogast, tenta de limiter ce nombre alors que son fils, Arcadius, voulut, mais en vain, abolir la fonction. Par la suite toutefois, en Occident, plusieurs d’entre eux comme Stilicon, d’abord magister equitum, puis magister utriusque militiae in praesenti, ou Ricimer, magister militum per Italiam, devinrent de véritables puissances derrière le trône auquel leur qualité de « barbares » interdisait d’aspirer,. Théodose Ier confiera du reste à Stilicon la garde de ses enfants mineurs après lui avoir donné sa nièce Serena en mariage,. Odoacre, qui mit fin à l’Empire romain d’Occident, reçut le titre de magister militum per Italiam lorsqu’il renvoya les insignes impériaux à Constantinople et put administrer le pays en tant que mandataire de l’empereur.
En Orient, au contraire, le pouvoir demeura aux mains de fonctionnaires civils, préfets du prétoire comme Rufin ou préposés à la chambre sacrée comme Eutrope, qui tenteront de limiter le pouvoir des commandants militaires dont certaines fonctions seront transférées au questor ou au magister officiorum. Seuls Gaïnas sous Arcadius put exercer une influence sur le gouvernement égale à celle d’un préfet du prétoire. Toutefois le problème causé par l’arrivée massive de Goths en Europe et de Vandales en Afrique, le péril représenté par les Huns d’Attila, redonna bientôt aux armées et à leurs chefs leur pouvoir et leur prestige. Si bien qu’Aspar, magister militum per Orientem, put imposer Léon comme empereur à la mort de Marcien en 457.
La Notitia Dignitatum, qui décrit l’armée romaine à la fin du IVe siècle, indique qu’à l’apogée de leur puissance, les magistri militum disposaient d’un état-major imposant dirigé par un chef d’état-major (princeps) et comprenait un officier de discipline (commentariensis), deux chefs comptables (numerarii), des employés de bureau (scrinarii) et des secrétaires (exceptores). L’ensemble de ce personnel militaire pouvait atteindre 300 personnes pour chacune des armées,.

## Évolution dans l'empire d'Orient

### Déclin de la fonction de Justinien à Héraclius
Lui-même magister militum praesentalis depuis 520, Justinien Ier succéda à son oncle Justin Ier en 527. Sa politique de conquête à l’Est et de reconquête à l’Ouest l’amena à procéder à de nombreux changements dans l’armée dictés plus par les circonstances que par une volonté de réformer l’ordre existant. Il en résulta la disparition de hauts commandements qui s’interposaient entre la volonté de l’empereur et les agents d’exécution, une multiplication des fonctions militaires due à la création de nouvelles entités territoriales et, en conséquence, un affaiblissement des pouvoirs de chacun des magistri militum au profit des ducs qui devinrent les véritables commandants militaires de leurs circonscriptions.
En Orient, le territoire sous la juridiction du magister militum per Orientem s’étendait de la Méditerranée à l’Euphrate et des montagnes d’Arménie à la Nubie. Justinien divisa ce territoire devenu trop étendu en créant de nouveaux magistri militum en Arménie et en Mésopotamie et en créant deux duces au nord, deux au sud et un au centre. Il divisa de même les circonscriptions militaires de Thrace et d’Illyrie en créant un magister militum en Mésie et en Scythie. Pour y parvenir et compenser la perte devant Carthage d’une bonne partie de la formidable armée assemblée pour la reconquête de l’Afrique, Justinien dut puiser dans les rangs des deux armées « praesentales » qui servaient d’armées de réserve.
Sur le Danube, Justinien, qui respectait habituellement la division des pouvoirs civils et militaires, créa la fonction de quaestor Iustinianus exercitus, gouverneur militaire et civil d’un territoire s’étendant de la Bulgarie à la Méditerranée, y compris les iles de Chypre, Rhodes et des Cyclades. Ne répondant à aucun préfet du prétoire (gouvernement civil) ou magister militum (gouvernement militaire), celui-ci commandait aussi bien les troupes des frontières (limitanei) que l’armée de campagne (comitatenses).
En Égypte, où les conflits entre administrations civile et militaire se doublaient de conflits religieux compromettant l’approvisionnement en blé de Constantinople, Justinien choisit également de combiner les deux pouvoirs. Le pays fut divisé en cinq provinces où les duces, lieutenants du magister militum per Orientem, réunirent pouvoirs civils et militaires, exerçant ces derniers aussi bien sur les comitatenses que sur les limitanei et les foederati. Les duces étaient responsables de l’entretien des forteresses et du maintien de l’ordre, commandaient les armées et pouvaient même conclure des ententes militaires avec l’ennemi. Ils prirent ainsi une importance considérable puisqu’ils étaient à la tête de tous les services civils et militaires ainsi que de la justice, de la police et des finances. Plus que d’assurer la défense du territoire, l’armée eut ainsi la charge d’assurer à la fois l’ordre public et la perception des impôts.
La même logique poussa Justinien à donner également un gouvernement unifié aux territoires recouvrés en Italie et en Afrique, dans ces cas pour les protéger contre les invasions des Lombards en Italie, des Vandales en Afrique. C’est ainsi que naquit en Italie un exarchat où l’exarque commandait à partir de Ravenne un vaste territoire et dont les pouvoirs comprenaient la défense, la justice, les finances et les travaux publics, rendant inutile la fonction de magister militum. Comme l’Égypte, l’Italie fut divisée en provinces où les forces militaires furent commandées par des ducs. En Afrique également, l’exarque résidant à Carthage eut autorité à la fois sur les duces commandant les forces armées et sur le préfet du prétoire responsable de l’administration civile.

### Les réformes de Maurice et d’Héraclius: le système des thèmes
Les crises internes que subit l’empire au VIIe siècle de même que la perte des conquêtes de Justinien dans les années qui suivirent sa mort, en réduisant le territoire de l’empire, le nombre d’hommes disponibles pour le défendre ainsi que les revenus nécessaires à l’entretien de l’armée conduisit à une réforme en profondeur des institutions militaires sous les empereurs Héraclius et Maurice. Le comitatus fut graduellement remplacé par les tagmata et les limitanei par les thèmes.
Troupes stationnées dans les provinces, les thèmes donneront bientôt leur nom au territoire géographique où elles étaient situées. Le premier à être ainsi organisé fut celui des Arméniaques créé par Héraclius de 623 à 625 et formé de soldats arméniens établis sur des territoires enlevés aux Perses. Avec les successeurs d’Héraclius, ce régime fut étendu à la plupart des provinces.
Le régime des thèmes impliqua la disparition de la fonction de magister militum dont les attributions furent reprises par le représentant de l’empereur qui, avec le titre de stratège (stratēgos), réunissait pouvoirs civils et militaires, élargissant ainsi à la grandeur de l’empire les réformes ad hoc amorcées sous Justinien.

### Magister militumcomme titre honorifique
Devenu purement honorifique, le titre continua à être utilisé jusqu’en 787 et fut conféré par Léon III et Léon IV aux gouverneurs de Venise, de 737 à 787. Mauricius Galba, premier doge en titre de Venise, semble avoir été le dernier à le porter.
On le retrouve également au XIIe siècle dans la Gesta Herwardi, épopée célébrant les exploits de Hereward le Saxon qui aurait vécu à l'époque de l'invasion de l'Angleterre par les Normands. Le terme y est utilisé pour décrire la fonction d’un commandant militaire ayant la charge des forces d’un seigneur féodal.